# よつぼし
よつぼしはイチゴの品種の1つ。これまでのイチゴと違い、種子繁殖性という性質を持つ。

## 概要
三重県、香川県、千葉県、農業・食品産業技術総合研究機構が共同開発したイチゴ品種である。
一般に、イチゴは匍匐茎（ランナー）の先にできる「子苗」で増殖するいわばクローンなのだが、よつぼしはF1品種であり、種子から育てることが可能である（種子繁殖性）。種子から育てることで、親株からの病害虫感染がほとんどなくなる。種子繁殖性のイチゴは世界的にみても数例しかない希少品種であり、日本のイチゴとしては初である。
2017年に品種登録が行われた。
生産効率が悪く、生産するイチゴ農家もわずかであり、2022年時点では市場にはわずか1パーセントしか流通していない。愛知県みよし市のイチゴ農園「丸進ファーム」は、数少ないよつぼし生産農家であり、一般的にイチゴは「大きくて甘い」ものが美味しいと思われているが、その事に疑義を抱き、美味しいイチゴの新基準を作ろうと探したところ「よつぼし」にあたったと語っている。
名称は、旨味、酸味、風味がそれぞれ「四つ星」級に美味いことからつけられた。

## 特徴
味は、酸味が少なく甘みが強い。甘いだけでなく「ほどよい酸味」がイチゴの美味さとして、よつぼしは人気となっている。

### 栽培特徴
「収量が少ない」、「果実が大きくない」、「栽培に手間がかかる」という生産者からすれば、メインでよつぼしを作ったら儲からないという構造がある。そのため、味が良いにもかかわらず、一般のイチゴ農家は手を出しにくい品種である。
イチゴの生育に重要な要素として、温度、水、二酸化炭素濃度があるが、丸進ファームではこれらをIoTを使って測定し、イチゴに肥料や水を与える装置を導入するなど、スマート農業を実践している。カーテンの作動を自動化してビニールハウス内の温度の自動調整、2時間に1回ぐらいの割合で少量の水を与えるといった自動化を行っているが、こまめに人間による観察を行い、ダメなようなら対策をうつといった行動を常に繰り返している。
なお、収量については地域差もあり、青森県八戸市では「青森県南の2023年時点の主力品種よりは収穫量を増やせることが期待できる」としてよつぼしの栽培推進を行っている。

## 四重奏
四重奏は、丸進ファーム（愛知県みよし市）が生産するよつぼしのブランド名。
3Lサイス以上のもので、糖度が13度以上のよつぼしを厳選している。